# Cicurina arkansa
Cicurina arkansa là một loài nhện trong họ Dictynidae.
Loài này thuộc chi Cicurina. Cicurina arkansa được Willis J. Gertsch miêu tả năm 1992.